# Cervinara
Cervinara ist eine italienische Gemeinde mit 8648 Einwohnern (Stand 31. Dezember 2023) in der Provinz Avellino.
Die Gemeinde liegt auf etwa 282 m s.l.m. in der Region Kampanien. Das Verwaltungszentrum der Provinz in Avellino ist etwa zwanzig Kilometer südöstlich von Cervinara. Die Nachbargemeinde sind Avella, Montesarchio (BN), Roccarainola (NA), Rotondi und San Martino Valle Caudina.
Südlich der Stadt liegt der Regionalpark des Partenio (Parco regionale del Partenio) mit einem Gebirgszug, der Cervinara vom Süden her unzugänglich macht.

## Geschichte
Zum ersten Mal wird Cervinara im Jahr 837 als Cerbinaria erwähnt.